# الحانوته
الحانوته (به عربی: الحانوتة) یک روستا در سوریه است که در ناحیه عقیربات واقع شده‌است. الحانوته ۸۸۸ نفر جمعیت دارد.